# Frank Harper
Frank Harper (Londra, 1º gennaio 1962) è un attore e produttore cinematografico britannico.

## Filmografia parziale

### Cinema
- Dio salvi la regina (For Queen & Country), diretto da Martin Stellman (1988)
- Nel nome del padre (In the Name of the Father), diretto da Jim Sheridan (1993)
- Ventiquattrosette (Twenty Four Seven), diretto da Shane Meadows (1997)
- Lock & Stock - Pazzi scatenati (Lock, Stock and Two Smoking Barrels), diretto da Guy Ritchie (1998)
- A Room for Romeo Brass, diretto da Shane Meadows (1999)
- Shiner, diretto da John Irvin (2000)
- The Last Minute, diretto da Stephen Norrington (2001)
- The Search for John Gissing, diretto da Mike Binder (2001)
- Lucky Break, diretto da Peter Cattaneo (2001)
- Sognando Beckham (Bend It Like Beckham), diretto da Gurinder Chadha (2002)
- The Football Factory, diretto da Nick Love (2004)
- This Is England, diretto da Shane Meadows (2006)
- StreetDance 3D, diretto da Max Giwa e Dania Pasquini (2010)